# Etelka Gerster
Etelka Gerster, també Elka Gerster, (Košice, comtat d'Abaúj (Hongria), 25 de juny, 1855, - Pontecchio (prop de Bolonya, Itàlia), 20 d'agost, 1920), de casada, Etelka Gerster-Gardini i va ser una cantant d'òpera hongaresa (soprano).

## Biografia
Etelka Gerster, filla del propietari d'una fàbrica, va ser descoberta i recolzada pel compositor Michael Hebenstreit. Va ser alumna de Mathilde Marchesi i va debutar a Venècia el 1876 com a Gilda a Rigoletto. Les següents parades de la seva carrera van ser Londres (1877) i Nova York (1878). Es considerava una rival de la cantant d'òpera Adelina Patti. Les aparicions a Filadèlfia els anys 1879 i 1881 a 1884 estan documentades a la gira pels Estats Units de 1878/1879, va cantar al costat d'Italo Campanini a Il Talismano i La traviata. Al final de la gira hi va haver un concert benèfic a Nova York en benefici de les víctimes de les inundacions de Szeged, Hongria, la terra natal de Gerster.
Potser va perdre la seva veu cantant al voltant de 1889 després del naixement de la seva filla Berthe. Del 1896 al 1917 va ensenyar cant a Berlín ('mètode Gerster').
Elka Gerster, que es va casar amb l'empresari Gardini el 1877, era mare de dues filles: Elca i Berthe.

## Alumnes
- Lotte Lehmann, cantant d'òpera alemanya-nord-americana
- Julia Culp, el 'rossinyol holandès'.
- Fanny Opfer, cantant alemanya de cançons i oratori
- Ilona Durigo, contralt hongaresa
- Clara Butt, contralt britànic
- Susanne Dessoir, cantant alemanya de cançons i oratori
- Birgit Engell, soprano danesa
- Mary Hagen, soprano alemanya
- Lula Mysz-Gmeiner, intèrpret de cançons alemanyes
- Signe Rappe, soprano sueca
- Elisabeth Ohlhoff, cantant d'òpera alemanya
- Therese Behr-Schnabel, cantant d'òpera i cançons alemanya
- Ella Gmeiner, mezzosoprano
- Else Knepel,
- Elise Kühne, soprano
- Agnes Leydhecker, contralt alemanya
- Jenny Dufau, soprano
- Magda von Dulong, mezzosoprano